# R216 (Russland)
Die R216 (kyrill. Р216) ist eine Fernstraße föderaler Bedeutung in Russland. Sie verbindet im Kaukasusvorland Astrachan, das im Wolgadelta gelegene Verwaltungszentrum der Oblast Astrachan, über die kalmückische Hauptstadt Elista über insgesamt knapp 600 Kilometer mit Stawropol, dem Zentrum der Region Stawropol.
Die Straße führt nach Verlassen der seenreichen Niederung am Westrand des Wolgadeltas zunächst durch eine vorwiegend halbwüstenartige Landschaft, später, vor allem südlich der Manytschniederung, durch intensiv landwirtschaftlich genutztes Steppengebiet. Die Straße ist asphaltiert und zumeist zweispurig.
Die Straße erhielt die Nummer R216 im Jahr 2010. Zuvor trug sie die Nummer A154.

## Verlauf
Oblast Astrachan
000 km – Astrachan, Anschluss M6 Richtung Wolgograd–Moskau
062 km – Lineinoje
072 km – Abzweig Richtung Lagan (131 km)
Republik Kalmückien
140 km – Chulchuta
169 km – Utta
227 km – Jaschkul
318 km – Elista (südliche Ortsumgehung); Abzweigung M6 (Zweig, früher R221) Richtung Wolgograd (301 km)
384 km – Prijutnoje
~ Westlicher Manytsch (Proletarsker Stausee, früherer Manytsch-Gudilo-See, zwei Arme)
Region Stawropol
411 km – Diwnoje
451 km – Ipatowo (nördliche Ortsumgehung)
513 km – Swetlograd (westliche Ortsumgehung)
529 km – Konstantinowskoje
554 km – Gratschowka
599 km – Stawropol (südöstliche Ortsumgehung)
Die teilweise vierspurig ausgebaute Weiterführung von Stawropol bis zur R217 bei Newinnomyssk über gut 50 Kilometer war früher auch Teil der R216, wurde aber in den 1990er-Jahren als Anschlussstrecke der M29 zugeordnet, wie die R217 bis 2010 hieß (alternativ noch bis 2017).

## Geschichte
Entlang der heutigen R216 rückte im Zweiten Weltkrieg die deutsche Wehrmacht im Sommer 1942 zunächst schnell über Elista in Richtung Astrachan vor. Ende August wurden die deutschen Truppen vor dem Dorf Chulchuta (damals auch Chalchuta genannt) gut 125 Kilometer vom Astrachaner Stadtrand entfernt gestoppt und von der Roten Armee in bis Ende November 1942 andauernde Stellungskämpfe verwickelt. Dies war, eventuell von kurzzeitigen kleineren Kommandounternehmen abgesehen, der östlichste Punkt, den die deutschen Truppen im gesamten Krieg erreichten. 1975 wurde an der Straße westlich Chulchuta zur Erinnerung an die 28. sowjetische Armee ein Denkmal errichtet.